# Chausson

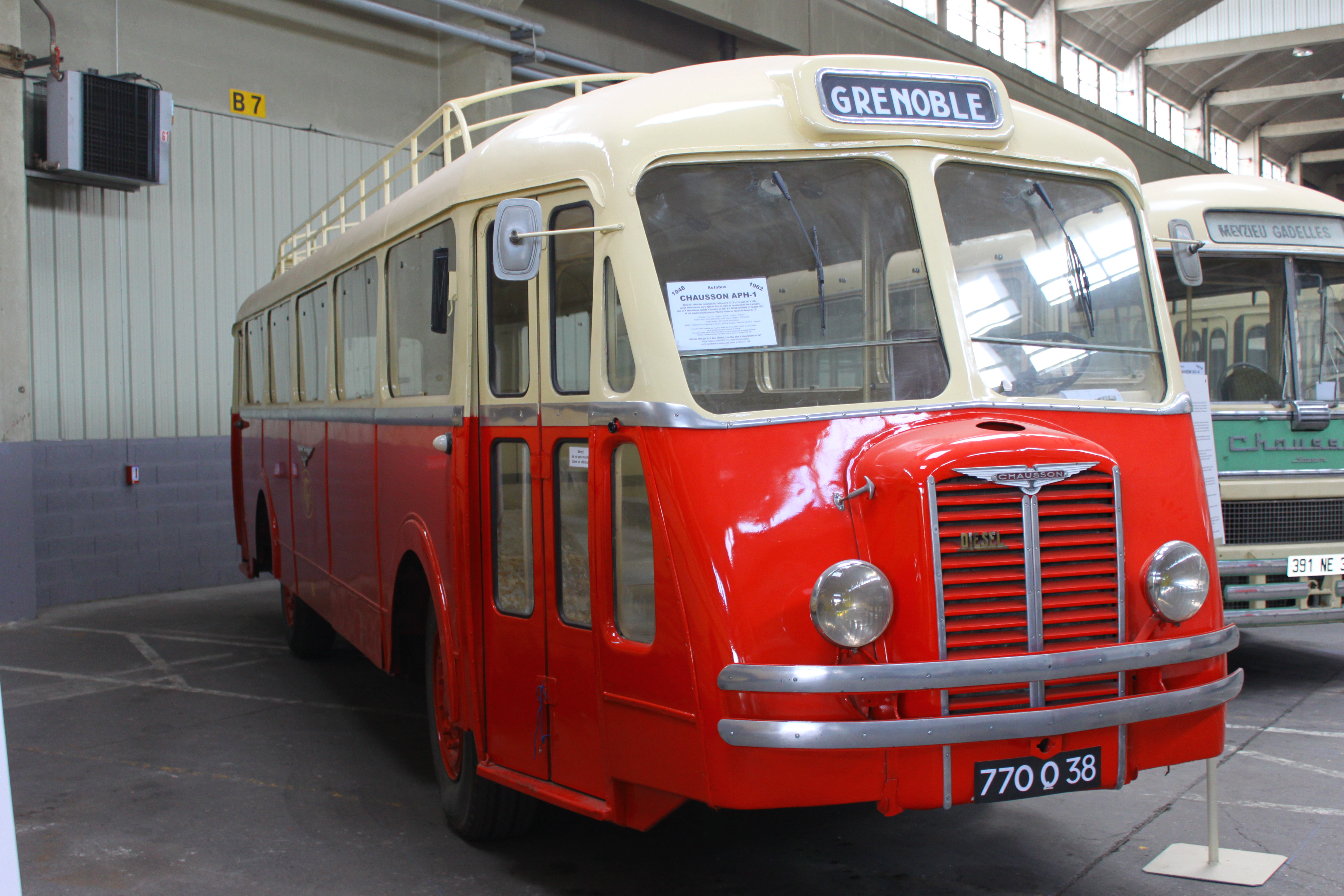
Autobus Chausson APH-1 („z ryjkiem”) – model najwcześniej eksploatowany w Warszawie

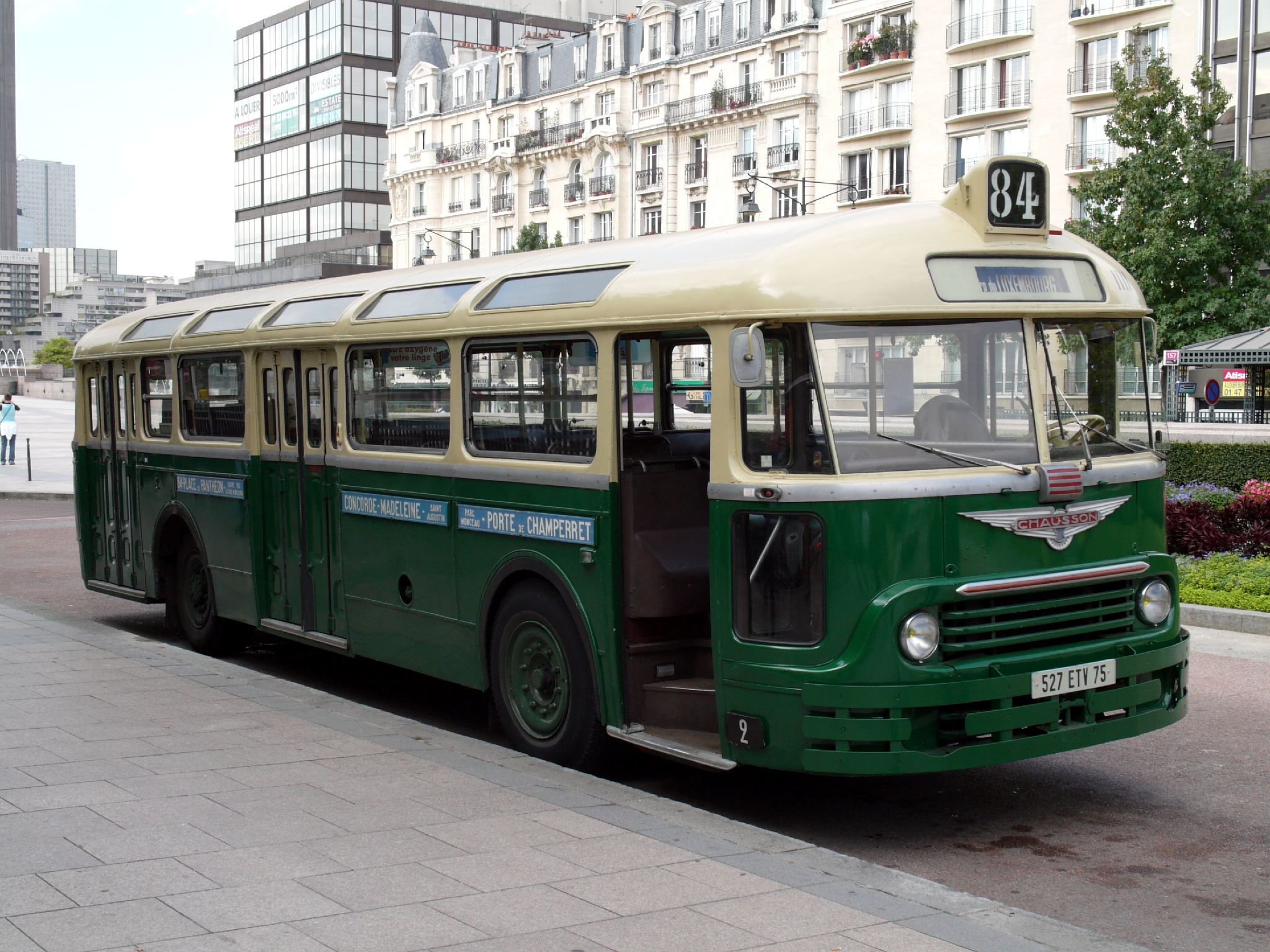
Autobus Chausson w Paryżu

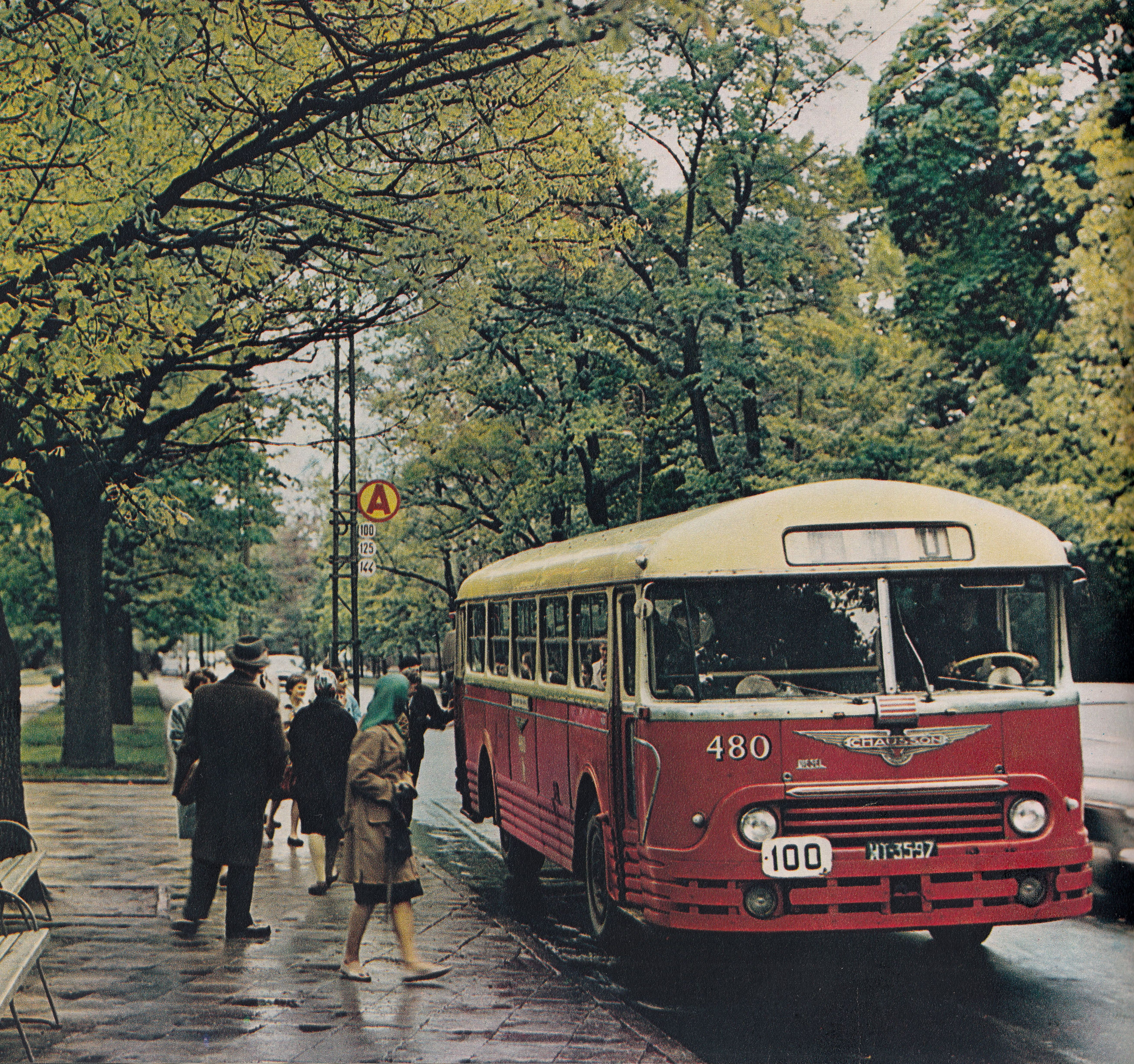
Autobus Chausson w Warszawie

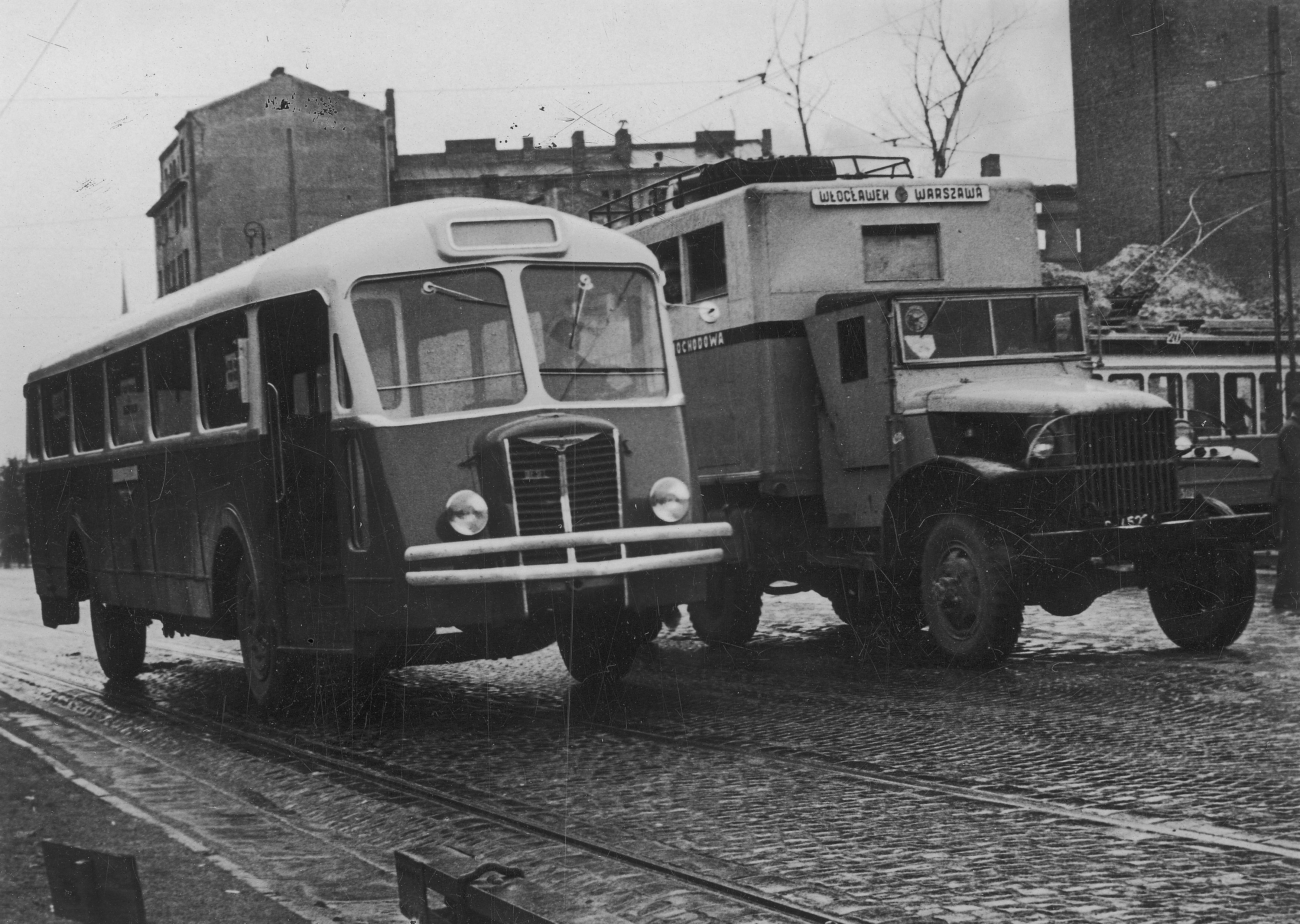
Autobus Chausson AH 48 w Warszawie w 1947

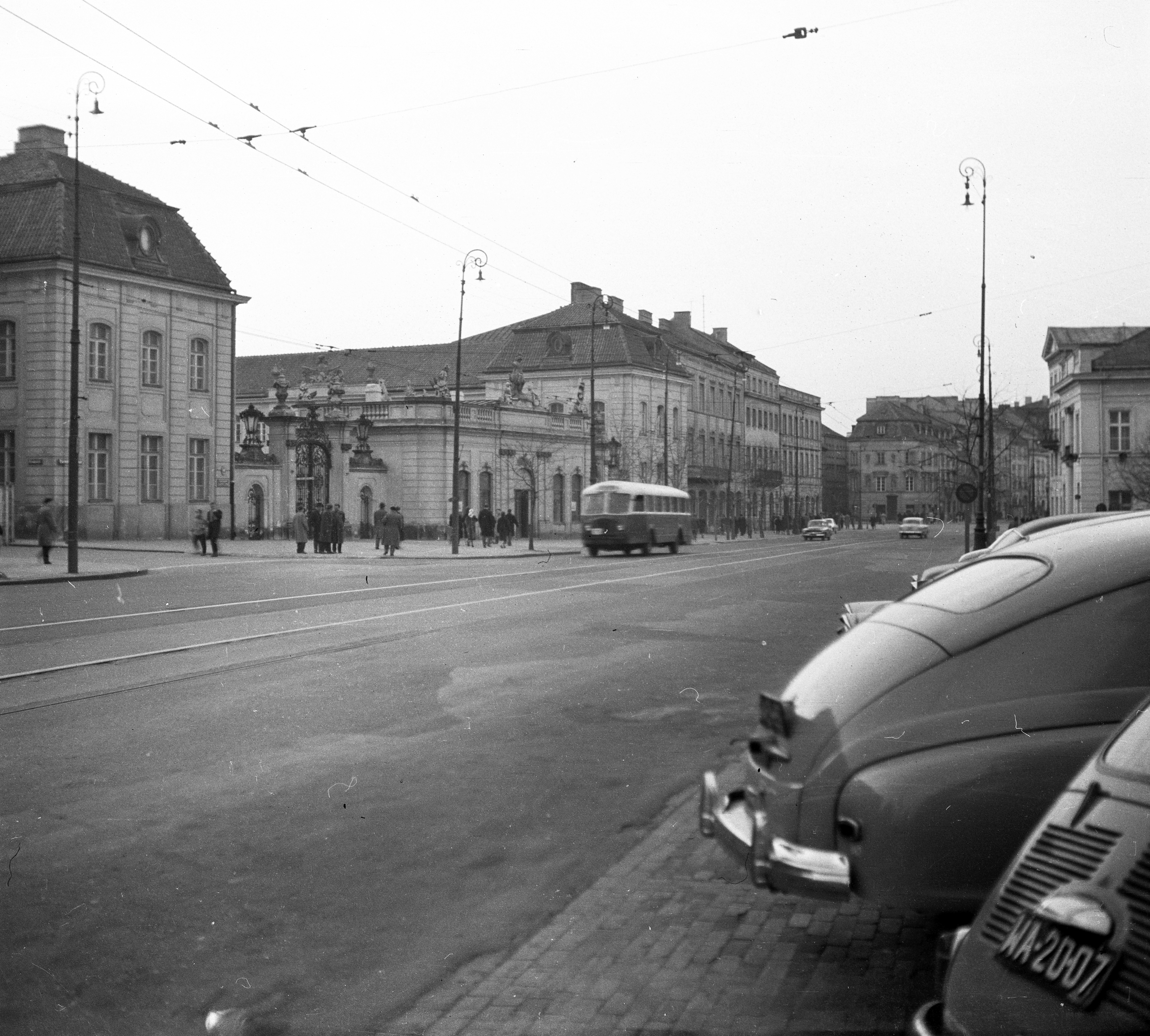
Chausson APH-1 na Krakowskim Przedmieściu w Warszawie w 1960

Chausson (czytaj: szosą) – marka autobusów produkowanych w latach 1942–1970 przez francuską firmę Société Anonyme des Usines Chausson. Autobusy te były eksportowane do wielu krajów, w tym do Polski.

## Historia
Firma Chausson została założona w 1907 pod nazwą Ateliers Chausson Frères (zakłady braci Chausson) przez Gastona i Jules’a Chaussonów. Firma produkowała wymienniki ciepła (w tym chłodnice do silników) i inne artykuły blacharskie. Firma stała się ważnym elementem francuskiego przemysłu motoryzacyjnego, dla którego wytwarzała półfabrykaty. W czasie pierwszej wojny światowej Chausson współpracował z lotnictwem, dla którego opracował chłodnice do samolotów SPAD. Na pamiątkę znak firmowy został ozdobiony bocianimi skrzydłami.
W latach 30. XX wieku firma pozyskała od firmy Budd technologię produkcji nadwozi całkowicie metalowych. W 1935 Chausson przejął upadającą (piątą na rynku francuskim) firmę produkującą samochody Chenard&Walcker, której był głównym wierzycielem. Firma ta mieściła się w sąsiednim (siedziba Chaussona była w Asnières) Gennevilliers pod Paryżem. Pod tą marką, jeszcze przed drugą wojną światową, zaprojektowano samonośny furgon.
Studia mechaniczne i transportowe podjęte przez Pierre’a Chaussona (syna założyciela), w przewidywaniu rozwoju powojennego, doprowadziły do wyprodukowania w lipcu 1942 – w oparciu o wyżej wymieniony furgon – autobusu Chausson AP-01. Autobus ten we Francji nazywany był Chausson-nez-de-cochon (świński ryj). Z tyłu autobus miał jedno okno pośrodku.
W ciągu pięciu powojennych lat firma doznała poważnego rozwoju. Pierwszy model autobusu był następnie modyfikowany. Dodano m.in. dwa okna w tylnej ścianie po bokach, zmieniano liczbę drzwi i układ siedzeń. Pierwotnie był to pojazd wyłącznie do komunikacji międzymiastowej. Kolejne modele oznaczano AP-2 i AP-3. W latach 40. stosowano oznaczenia typów kolejnymi latami – 47, 48, 49 dodawanymi do liter. W 1952 zmieniono całkowicie ścianę czołową i zmodyfikowano sylwetkę. Wtedy też oznaczenia cyfrowe dodawane do liter przybrały formę zaczynającą się od 52: 520, 521, 522. W bocznej powierzchni dachu często stosowano – tak jak w autobusach turystycznych – małe okienka. Następnie podniesiono dach poszerzając pas okienny i zmieniając tylną ścianę na płaską. Było to radykalne przystosowanie pojazdu do funkcji miejskiej. Autobusy Chausson obsługiwały nawet połączenie Paryż-Bombaj – był to model o nowym kadłubie Chausson AN.
Równolegle z oznaczeniami fabrycznymi stosowane były oznaczenia handlowe charakteryzujące konkretne autobusy. Były to oznaczenia:
- AHE – fr. autobus Hotchkiss essence – autobus z silnikiem benzynowym Hotchkiss,
- APH – fr. autobus Panhard huile – autobus z silnikiem wysokoprężnym Panhard,
- ASH – fr. autobus Somua huile – autobus z silnikiem wysokoprężnym Somua (Cztery przedwojenne autobusy Somua z 1928 zostały uruchomione po wojnie w Warszawie a następnie zlikwidowane w 1949. Autobus Somua Six z otwartą platformą z 1928 odrestaurowano w Warszawie, gdzie wyjechał na stołeczne ulice w 2020[1][2].)

Nadwozia autobusów Chausson były także wykorzystywane do budowy trolejbusów, jak np. w Hawrze, gdzie zbombardowana została sieć tramwajowa. Stosowano tu osprzęt np. firmy Vetra (trolejbusy Vetra zakupywano dla Warszawy, jednak z własnymi nadwoziami).
Firma była dostawcą blacharki dla samochodów francuskich, szczególnie dla głównych akcjonariuszy – Peugeot i Renault. Autobusy Berliet eksploatowane w Warszawie miały np. chłodnice firmy Chausson.
Firma została przejęta przez firmę Saviem, w związku z czym znikł uskrzydlony znak i nazwa była pisana zwyczajnym pismem. Ostatnim modelem autobusu Chausson był SC-4B, gdzie SC oznaczało Saviem-Chausson. Jego następcą był już Saviem SC-10, czyli francuski autobus standardowy. Następnie firma Saviem weszła w skład koncernu Renault Vehicules Industriels (pojazdy użytkowe Renault) w 1977 i marka ta znikła.
Ostatnie autobusy Chausson w Warszawie wycofano w 1969, a w Paryżu (modele APV i APVU) w 1976.
Marka Chausson dotyczyła jeszcze wyrobów innych niż autobusy. Mimo wieloletniej walki – od 1983 – o utrzymanie firmy, lata Chaussona dobiegły końca, a „mityczna marka” znikła ostatecznie. Firma została ostatecznie zlikwidowana w 2007 (22 kwietnia 2007 odbyło się pożegnanie z nią pracowników i mieszkańców) na terenie fabryki w Grennevillers, a akta przekazane zostały do archiwum państwowego.
Słowo fr. chausson jest także wyrazem pospolitym i oznacza obuwie domowe (szereg wyrazowy fr. chaussee – szosa, fr. chaussettes – skarpetki, fr. chaussure – obuwie, skąd ludowe tłumaczenie „szosowiec”) oraz ciastko (np. fr. chausson au pommes – jabłecznik). W języku technicznym oznacza elastyczną podkładkę w formie miski pełniącą rolę „buta”.

## Autobusy Chausson w Polsce
Autobusy Chausson były po II wojnie światowej eksportowane m.in. do Polski. W Warszawie od końca lat czterdziestych do lat sześćdziesiątych był to podstawowy typ autobusu miejskiego (wycofano je w 1969 r.). Zakupiono je w latach 1947-1949 i 1954-1959. Przedsiębiorstwa komunikacji miejskiej zastępowały nimi uciążliwe w ruchu miejskim autobusy Mávag, które przekazywano Państwowej Komunikacji Samochodowej. W Warszawie stosowano autobusy dwudrzwiowe. Z dalszego importu zrezygnowano m.in. ze względu na trudności w zaopatrzeniu w części.
Zakupione przez Polskę Chaussony były nowoczesnymi autobusami o metalowych nadwoziach samonośnych. Odznaczały się bardzo dobrymi własnościami eksploatacyjnymi. Mimo specyficznego układu kół (pojedyncze z tyłu), dobrze znosiły skrajne obciążenia, występujące wówczas w polskich miastach. Miały ekonomiczny silnik wysokoprężny z wtryskiem pośrednim, charakteryzującym się miękką i cichą pracą oraz dobrą elastycznością. Osiągały przebiegi 600-800 tys. km i charakteryzowały się niskim zużyciem paliwa.
Ponadto:
- autobus Chausson APV z podwyższonym dachem (wersja miejska) był wozem transmisyjnym Telewizji Polskiej (Telewizja Katowice),
- autobus Chausson AH 48 w 1957 rozpoczął służbę jako ruchoma biblioteka w Warszawie[3]
- autobus Chausson APH 521 w 1961 został przebudowany na ruchome kino w Warszawie[4]
- osie kierowane ze skasowanych Chaussonów zostały zastosowane jako osie tylne w pierwszych polskich przegubowcach Jelcz, tak w Miejskim Przedsiębiorstwie Autobusowym w Warszawie, jak i w Jelczańskich Zakładach Samochodowych,
- firma Chausson brała udział w konstruowaniu kabiny samochodu ciężarowego Star 28 i Star 200,
- w Berlietach PR100, które często stały uszkodzone na ulicach Warszawy z otwartymi drzwiami komory silnikowej, można było zauważyć napis Chausson na chłodnicach,
- w niektórych ostatnich autobusach Ikarus montowanych w Warszawie jako przypomnienie rozwiązania z Chaussona, zamontowano teleskopowe drążki związane z przednimi drzwiami składanymi mające zapewnić wygodne wsiadanie oraz zabezpieczenie przez zasłanianiem widoku kierowcy.
- 11 autobusów Chausson APH 521 zostało skierowanych do Szczecina, gdzie stanowiły prawie 26% parku (były to autobusy – prócz jednego – z serii malowanych na kremowo dla warszawskich linii pospiesznych). Jeździły tam przez dwa lata (1958-1960), kiedy to „upomniała się o nie Warszawa” – pokazuje to[według kogo?] jakie były one cenne w warunkach gospodarki socjalistycznej, oraz że przewoźnicy nie mogli wówczas kupić dowolnego autobusu bez decyzji politycznej.

W Polsce zachował się jeden egzemplarz autobusu Chausson APH 521 (1954) przekazany stołecznemu Muzeum Techniki (od 2017 Narodowe Muzeum Techniki) przez Miejskie Przedsiębiorstwo Autobusowe. Autobus nie doczekał się renowacji. W 2007 miłośnicy komunikacji miejskiej sprowadzili spod Brukseli do Warszawy, przy pomocy Miejskich Zakładów Autobusowych w Warszawie, egzemplarz autobusu starszego typu – ze „świńskim ryjkiem” czyli Chausson AH 48 z 1950. 18 maja 2010 Klub Miłośników Komunikacji Miejskiej w Warszawie rozpoczął jego remont, w celu przywrócenia go do ruchu. Renowacja zakończyła się sukcesem w 2013. Oba autobusy są jednymi z najcenniejszych zabytków motoryzacyjnych w Polsce.
Chausson APH 47-49 posiadał 4-biegową skrzynię biegów, natomiast APH 521 – 5-biegową.
Silnik wysokoprężny Panhard 4HL – dane techniczne polskich wersji autobusów:
- Średnica cylindra/ Skok tłoka (mm): 110/150
- Cztery cylindry
- Poj. skokowa (litry): 5,7
- Moc nominalna (KM): 80
- Obroty nominalne (1/min): 2000
- Wtrysk pośredni
- Wtryskiwacze czopikowe
- Komora spalania z zasobnikiem powietrza
- Ciśnienie wtrysku (atm): 145
- Układ paliwa: system Bosch
- Chłodzenie cieczą, wymuszone
- Dwuzakresowy regulator obrotów
- Rozrząd (Ssanie): otwarcie 8 stopni przed GMP, zamknięcie 44 stopnie po DMP
- Rozrząd (Wydech): otwarcie 44 stopnie przed DMP, zamknięcie 8 stopni po GMP

## Literatura
- R. Brennek, Autobusy i trolejbusy. Opisy techniczne, Wydawnictwa Komunikacji i Łączności, Warszawa 1964
- APV – Le dernier Chausson,Charge Utile nr 115 lipiec 2002
- J. Dąbrowski, D. Nalazek, M. Stiasny, Warszawskie autobusy i trolejbusy, Betezda, Rybnik 2005
- R. Grochowiak, W. Małkiewicz, Świnoujście. Historia komunikacji miejskiej i przeprawy promowej, Kolpress, Poznań 2007
- R. Grochowiak, W. Molewicz, Autobusy komunikacji miejskiej w Szczecinie 1928-2008, Muzeum Techniki i Komunikacji – Zajezdnia Sztuki w Szczecinie, Szczecin 2008
- T. Mazurek, J. Kubalski, Komunikacja miejska, Wydawnictwa Komunikacji i Łączności, Warszawa 1968
- J.M. Masqué, Les glorieuses années Chausson, Gennevilliers Magazine, Octobre 2003
- J. Pawłowski, Nadwozia samochodowe. Projektowanie, mechanika i konstrukcja, Wydawnictwa Komunikacji i Łączności, Warszawa 1964
- Samochody od A-Z, Wydawnictwa Komunikacji i Łączności, Warszawa 1961

## Źródła internetowe
- www.fomcc.de/fordsetzung ,
- www.imcdb.org/vehicles.php (autobusy Chausson w filmach),
- www.ecole.org,
- leparisien.com,
- www.standard216.com,
- www.amtuir.org,
- www.archivesnationales.culture.gouv.fr,
- www.rafalwodzicki.prv.pl,
- www.ztm.waw.pl
- www.przegubowiec.com
- https://web.archive.org/web/20150528221750/http://www.car-histo-bus.org/documents/32.pdf